# Александровська сільська рада (Грачовський район)
Алекса́ндровська сільська рада (рос. Александровский сельский совет) — сільське поселення у складі Грачовського району Оренбурзької області Росії.
Адміністративний центр — село Александровка.

## Населення
Населення — 507 осіб (2019; 665 в 2010, 968 у 2002).

## Склад
До складу сільської ради входять:
| Населений пункт     | Населення, осіб (2002) | Населення, осіб (2010) |
| ------------------- | ---------------------- | ---------------------- |
| Александровка, село | 708                    | 534                    |
| Саблино, село       | 129                    | 59                     |
| Яковлевка, село     | 131                    | 72                     |